# Ammutinamento

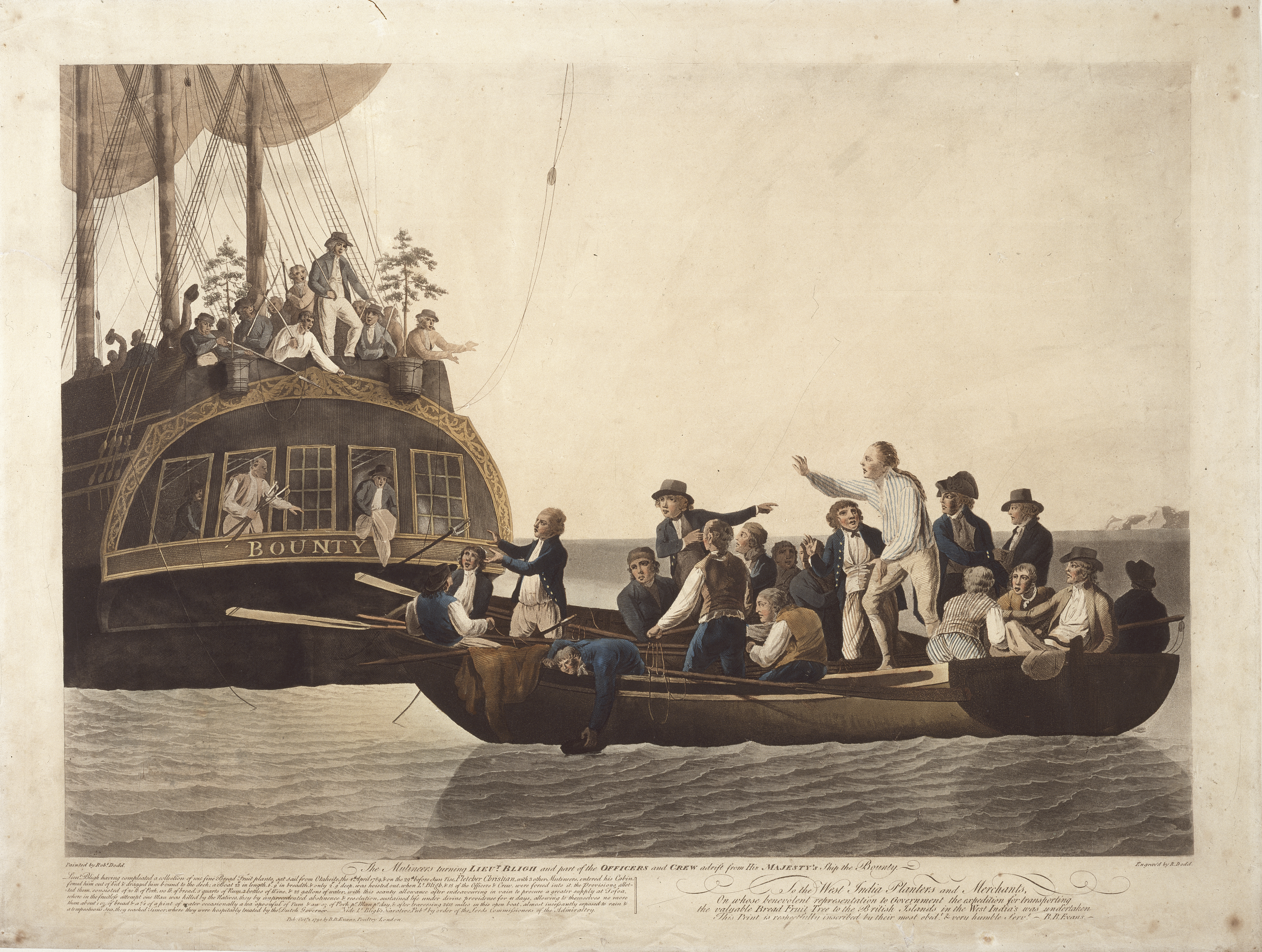
L'ammutinamento del Bounty, 29 aprile 1789

L'ammutinamento è l'atto di disubbidire a un ordine dato da un superiore da parte di un gruppo di individui militarmente inquadrati (ad esempio soldati; o anche l'equipaggio di una nave, anche se civile) al quale sono tenuti legalmente ad obbedire. Può venire considerato ammutinamento quello esercitato dai detenuti (ad esempio nel codice penale svizzero).
Durante l'epoca delle scoperte geografiche l'ammutinamento si identificava particolarmente con l'aperta ribellione al capitano della nave. Questo capitò, per esempio, durante il viaggio di Ferdinando Magellano, che ebbe come conseguenza l'uccisione di uno degli ammutinati, l'esecuzione di un altro, e l'abbandono di altri due in territori sconosciuti. Un altro caso fu quello della nave Discovery di Henry Hudson, che venne abbandonato alla deriva, su una scialuppa.

## Etimologia, motivi ed importanza
Il termine deriva dallo spagnolo amotinar, letteralmente attuare una sommossa.
Mentre molti ammutinamenti sono stati dovuti alla paga bassa e/o a condizioni di povertà in unità militari o navi, altri, come quello dei Connaught Rangers e di Wilhelmshaven, fanno parte di movimenti rivoluzionari.
In tempi o culture in cui il potere poteva essere preso sulla punte delle spade, invece che tramite modi legali (ad esempio monarchia ereditaria o elezioni), i più grandi ammutinamenti, specialmente nella capitale, offrivano di modo di sostituire chi in quel momento esercitava il potere, e talvolta di cambiare la tipologia di governo. Questo spingeva i politici più ambiziosi a capeggiarli; per esempio molti imperatori romani (e bizantini) presero il potere alla testa di ammutinamenti o furono incoronati come conseguenza del loro successo. Un caso speciale sono le rivoluzioni di palazzo, nel quale le guardie hanno spesso un ruolo decisivo, ancora una volta questo è il caso di molti imperatori romani che presero il potere grazie ai pretoriani.

## Giurisprudenza
Molti paesi hanno pene molto dure al riguardo, che talvolta arrivano alla pena di morte. Il termine ammutinamento è tipicamente applicato solo al contesto navale, ma le leggi di molti stati non fanno distinzioni, e vi sono stati molti famosi ammutinamenti anche tra truppe di terra.

### Italia
Nel codice militare italiano in tempo di pace l'ammutinamento è contemplato come reato militare e viene regolato dal Libro Secondo, Titolo III - Dei reati contro la disciplina militare, Capo II, Articolo 175 e viene considerato come rifiuto di obbedienza agli ordini superiori da parte di quattro o più militari; viene distinto dalla rivolta (Art. 174. Rivolta) in quanto avviene senza violenza o uso di armi.
Gli articoli sono i seguenti:

Articolo 174 (rivolta): Sono puniti con la reclusione militare da tre a quindici anni i militari, che, riuniti in numero di quattro o più:
1. mentre sono in servizio armato, rifiutano, omettono o ritardano di obbedire a un ordine di un loro superiore;
2. prendono arbitrariamente le armi e rifiutano, omettono o ritardano di obbedire all'ordine di deporle, intimato da un loro superiore;
3. abbandonandosi a eccessi o ad atti violenti, rifiutano, omettono o ritardano di obbedire alla intimazione di disperdersi o di rientrare nell'ordine, fatta da un loro superiore.

La pena per chi ha promosso, organizzato o diretto la rivolta è della reclusione militare non inferiore a quindici anni.
La condanna importa la rimozione.
Articolo 175 (ammutinamento): Fuori dei casi indicati nell'articolo precedente, sono puniti con la reclusione militare da sei mesi a tre anni i militari, che, riuniti in numero di quattro o più:
1. rifiutano, omettono o ritardano di obbedire a un ordine di un loro superiore;
2. persistono nel presentare, a voce o per iscritto, una domanda, un esposto o un reclamo.

La pena per chi ha promosso, organizzato o diretto l'ammutinamento è della reclusione militare da uno a cinque anni. Se il fatto ha carattere di particolare gravità per il numero dei colpevoli o per i motivi che lo hanno determinato, ovvero se è commesso in circostanze di pericolo a bordo di una nave o di un aeromobile, le pene suddette sono aumentate dalla metà a due terzi. La condanna importa la rimozione. Se il colpevole cede alla prima intimazione, si applica la reclusione militare fino a sei mesi, tranne che abbia promosso, organizzato o diretto l'ammutinamento, nel qual caso la pena è della reclusione militare fino a un anno.

### Gran Bretagna
Nel Regno Unito fino al 1689 l'ammutinamento era regolamentato dagli Articles of War, deliberati dal monarca e validi solo in periodo di guerra. Nel 1689 il primo Mutiny Act fu approvato, trasferendo la responsabilità di regolarne la disciplina dall'esercito al Parlamento. Il Mutiny Act, modificato nel 1803, e gli Articles of War definivano la natura e le punizione relative all'ammutinamento. Gli Articles of War furono sostituiti dall'Army Discipline and Regulation Act nel 1879 e quest'ultimo fu a sua volta sostituito dall'Army Act nel 1881.
Gli Articles of War della Royal Navy furono leggermente modificati nel corso dei secoli in cui furono in vigore, ma la versione del 1757 è rappresentativa - eccetto per il fatto che la pena di morte non è più in vigore - e regolamentano l'ammutinamento così:

Articolo 19 Qualsiasi soggetto della flotta facente parte dell'equipaggio o del personale imbarcato organizza o tenta di compiere ammutinamento, con qualsiasi pretesa, è soggetto a corte marziale e sarà passibile di pena di morte; Ogni soggetto facente parte dell'equipaggio o del personale imbarcato che fomenterà con parole o atti la sedizione sarà passibile di pena di morte o di qualsiasi pena che la corte marziale deciderà di infliggerle. Qualsiasi Ufficiale, soldato o marinaio facente parte dell'equipaggio o del personale imbarcato della flotta che mancherà di rispetto ad un suo ufficiale superiore o mancherà al suo dovere, verrà punito a seconda della gravità del suo reato da una corte marziale.

Articolo 20 Qualsiasi soggetto presente a bordo della flotta che organizzerà o progetterà tradimento o ammutinamento, sarà condotto davanti a una corte marziale, sarà passibile di pena di morte o qualsiasi pena che la corte marziale deciderà di infliggere, qualsiasi soggetto proferirà parole incitanti al tradimento o all'ammutinamento o lederà la dignità di sua Maestà o del governo con qualsiasi parola, azione od intento tenderà al sabotaggio o non farà rapporto in merito al proprio ufficiale, o se sarà presente a qualsiasi atto di ammutinamento o sedizione, e non tenterà con ogni mezzo di sopprimerne l'attuazione sarà punito da una corte marziale con qualsiasi pena da lui meritata.

La legge militare in Gran Bretagna nei primi tempi, come le forze a cui era applicata, esisteva solo in periodo in guerra. Le truppe venivano arruolate solo per particolari servizi, e sciolte alla cessazione delle ostilità. La corona, per sua prerogativa, emanava le leggi conosciute come Articles of War, per la gestione e la disciplina delle truppe quando queste erano arruolate ed in servizio. Eccetto che per la punizione del reato di diserzione, che era stato equiparato alla fellonia durante il regno di Enrico IV, i decreti degli Articles of War rimasero le sole fonti della regolazione della disciplina fino al 1689, quando il primo Mutiny Act fece passare le forze militari dalla corona al diretto controllo del Parlamento. Anche le forze armate del parlamento durante il periodo di Carlo I e quello di Oliver Cromwell sono regolamentate non da un atto legislativo, bensì da Articles of War, simili a quelli emanati dal re ed autorizzati da un'ordinanza della Camera dei Lords e dalla Camera dei Comuni, nel rispetto delle prerogative reali.
Questa autorità, derivante dalle prerogative, poteva essere esercitata solo durante uno stato di guerra e non aveva potere durante i periodi di pace. Questa limitazione e esistita per più di un secolo dopo l'approvazione del primo Mutiny Act. Dal 1689 al 1803 anche se in tempo di pace il Mutiny Act talvolta non era più in vigore, le norme rimanevano in vigore tramite gli Articles of War emanati dalla Corona in modo tale da poter operare nelle colonie e oltremare nella stessa maniera del tempo di guerra.
Nel 1715, come conseguenza della ribellione giacobita, questa legislazione fu creata relativamente alle forze armate del regno ma separatamente da e senza tenere in considerazione il principio, sempre valido, che la corona ha la prerogativa di emanare leggi per la regolamentazione dell'esercito che si trovi ad operare in paesi stranieri in tempo di guerra. Rispetto a tutto ciò il Mutiny Act del 1803 fu un grosso cambiamento costituzionale: la facoltà della corona di emanare gli Articles of War rimase in vigore e fu unita all'atto del parlamento. Il Mutiny Act 1803 fu approvato tramite questo procedimento.
Questa procedura rimase in vigore fino al 1879 quando l'ultimo Mutiny Act e gli ultimi Articles of War furono promulgati. Il Mutiny Act definiva i reati per i quali potevano essere comminati la pena di morte o il carcere e gli Articles of War, che riportavano le stesse norme dell'Act, costituivano il mezzo tramite quale decidere la pena massima relativamente al reato così come tutto ciò che era relativo a prove e procedura. L'Act e gli Articles non si armonizzavano completamente. La sistemazione generale era difettosa e il loro linguaggio in alcuni punti abbastanza oscuro. Nel 1869 una commissione reale raccomandò di unificarli in una forma semplice ed intelligibile. Nel 1878 un comitato della Camera dei Comuni sposò questo punto di vista ed emanò delle raccomandazioni su come questo compito doveva essere assolto.
Nel 1879 fu approvata una legge che unificava Mutiny Act e Articles of War e contemporaneamente ne correggeva alcuni importanti aspetti. La nuova legge ebbe il nome di Army Discipline and Regulation Act 1879. Dopo uno o due anni l'esperienza acquisita lascio spazio a dei miglioramenti e la legge esistente fu sostituita dall'Army Act 1881, che costituì la base dell'attuale legge militare inglese. Esso contiene una condizione, che mantiene la facoltà della corona di emanare gli Articles of War, ma in maniera tale da renderla in effetti nulla, in quanto dichiara che nessuno crimine può essere punito tramite una legge se non come previsto dai propri articoli. In questo modo qualsiasi pena per ogni reato concepibile può essere prevista, ma alcuni articoli fatti sotto altri leggi potrebbero essere niente più che una vuota formalità priva di effetto pratico.
Quindi la storia del diritto militare prima del 1879 può essere divisa in tre periodi, ognuno dei quali con un suo distinto aspetto costituzionale:

(I) Prima de 1689 l'esercito, visto come una proprietà personale del monarca piuttosto che come un'articolazione dello stato, è governato dal volere del sovrano.

(II) Tra il 1689 e il 1803, riconosciuto come forza permanente, è regolato quando opera all'interno del reame tramite le leggi e al di fuori dal sovrano.

(III) Dal 1803 al 1879 e regolato direttamente dalla legge o altrimenti dal sovrano ma sempre tramite l'autorità derivata, definita e limitata dalla legge.

Anche se nel 1879 la facoltà del sovrano di emanare gli Article of War diviene in effetti nulla, esso ha il potere di dettare delle procedure, aventi valore di legge, per regolamentare la legge in molte delle questioni formalmente amministrate dagli Articles of War. Queste regole, comunque, non devono essere in contrasto con gli articoli dell'Army Act e devono essere approvate dal parlamento subito dopo essere state emanate. In questo modo nel 1879 il controllo e la disciplina dell'esercito per la prima volta divenne completamente sottoposto all'azione diretta e alla stretta supervisione del parlamento.
In questa occasione si ha un altro notevole cambiamento. Il Mutiny Act è rimasto in vigore ogni volta per un solo anno, in ossequio alla teoria costituzionale:

...che il mantenimento in essere di un esercito in tempo di pace, senza l'approvazione del parlamento, è contrario alla legge. Perciò in ogni sessione (annuale) il testo di legge deve essere approvato da entrambe le camere, clausola per clausola e linea per linea. L'Army Act d'altronde è un testo permanente. Ma la tradizione costituzionale è completamente rispettata con l'inserimento di una sezione che prevede che rimanga in vigore in virtù di un atto annuale del parlamento. L'atto recita l'illegalità di un esercito in armi in tempo di pace senza l'approvazione del parlamento e la necessità nondimeno di mantenere un certo numero di forze di terra (escludendo dal conteggio quelle che sono in servizio in India) e una forza di marina reale sulla costa e di mantenerle in perfetta disciplina e mantiene in vigore l'Army Act per un anno

La sezione 21(5) dello Human Rights Act abolisce completamente la pena di morte nel Regno Unito. Prima di ciò la pena di morte era stata abolita per l'omicidio ma rimaneva in vigore per alcuni reati militari, inclusi l'ammutinamento, anche se questi articoli non erano stati applicati per molti decenni. Questa misura non era richiesta dalla Convenzione europea dei diritti dell'uomo.Infatti il protocollo 6 della Convenzione ammette la pena di morte per alcuni reati militari e il protocollo 13 la proibisce in qualsiasi circostanza che non sia prevista dalla Convenzione stessa. Il governo inglese introdusse la s. 21(5) come successivo emendamento in risposta alle pressione dei parlamentari.

### Stati Uniti
L'Uniform Code of Military Justice degli Stati Uniti definisce l'ammutinamento così:

Art. 94. (§ 894.) Ammutinamento o sedizione.
(a) Qualsiasi persona soggetta a questo codice (capitolo) la quale—
(1) con intento di usurpare o sopraffare l'autorità militare legalmente costituita, rifiuti, in accordo con altre persone, di obbedire agli ordini o in qualsiasi altro modo di compiere il proprio dovere o commetta atti di violenza o di intralcio è colpevole di ammutinamento;
(2) con intento di sovvertire o di abbattere l'autorità civile legalmente costituita, crea, in accordo con altre persone, ribellione, violenza o altri atti di intralcio contro l'autorità è colpevole di sedizione;
(3) manca nel fare al suo meglio il proprio dovere per prevenire o impedire un ammutinamento o una sedizione commessa alla sua presenza, o manca nel prendere tutte le ragionevoli misure per informare il proprio diretto superiore o l'ufficiale comandante di un ammutinamento o di una sedizione di cui sia a conoscenza o a ragione di credere stia per avvenire e colpevole di aver mancato nell'impedire o nel riferire un ammutinamento o una sedizione
(b) Chiunque sia trovato colpevole di tentato ammutinamento, ammutinamento, sedizione o fallisce nell'impedirle o nel riferire atti di ammutinamento o di sedizione dovrà essere punito con la pena di morte o qualsiasi altra pena che la corte marziale ha facoltà di infliggere

Uniform Code of Military Justice, Art. 94; 10 U.S.C. § 894 (2004). [Nota—le parti tra parentesi sostituiscono le parti immediatamente precedenti, come previsto nella versione regolamentare dell'Uniform Code, title 10, chapter 47 dell'United States Code.]
Il codice militare statunitense richiede obbedienza solo agli ordini legittimi. La disobbedienza agli ordini illegittimi è dovere di qualsiasi membro delle forze armate statunitensi, un principio stabilito dai Processi di Norimberga e riaffermato successivamente come conseguenza del Massacro di My Lai. In ogni caso, un soldato americano che disubbidisca ad un ordine ritenendolo illegale sarà quasi certamente condotto davanti a una corte marziale per stabilire se la sua disobbedienza è giustificata.
Vi sono stati molti casi di disubbidienza da parte di soldati in servizio in Iraq. Nell'ottobre 2004 membri del 343rd Quartermaster Company dell'US Army rifiutarono di obbedire agli ordini. Nello specifico gli fu ordinato di trasportare carburante da una base ad un'altra lungo una strada estremamente pericolosa, con veicoli con poca o nessuna blindatura. L'esecuzione degli ordini avrebbe causato quasi certamente molte vittime. Inoltre il carburante in questione era presumibilmente contaminato e quindi inutilizzabile.
Dal 2002 al 2003, secondo i dati militari, i casi di obiezione di coscienza (CO) sono triplicati per l'esercito e quadruplicati per i Marines, i due corpi maggiormente impegnati in combattimenti in Iraq. . Comunque questi non sono solitamente ritenuti casi di ammutinamento da parte delle autorità.

## Ammutinamenti famosi

### XVII secolo
- La Batavia era una nave della Compagnia Olandese delle Indie Orientali (VOC), costruita nel 1628 a Amsterdam, su cui avvenne un ammutinamento e naufragò durante il suo viaggio inaugurale.
- L'ammutinamento di Corkbush Field avvenne nel 1647 all'inizio della seconda guerra civile inglese.

### XVIII secolo
- L'HMS Hermione era una fregata della Royal Navy, varata nel 1782, famosa per l'ammutinamento che vi ebbe luogo.
- L'ammutinamento del Bounty, avvenuto a bordo di una nave britannica della Royal Navy nel 1789, è stato reso famoso da molti film e libri.
- Gli ammutinamenti di Spithead e Nore sono due dei maggiori casi di ammutinamento di marinai della Royal Navy britannica avvenuti nel 1797.

### XIX secolo
- L'ammutinamento del Froberg Regiment si svolse tra il 4 e il 12 aprile 1807: parte dei membri del Froberg Regiment, unità del British Army composta da stranieri di guarnigione a Malta, si ammutinarono e presero possesso del Forte Ricasoli, chiedendo il congedo dalle forze armate britanniche e il loro immediato rimpatrio; l'ammutinamento fu poi soffocato dalle forze britanniche.
- I moti indiani del 1857 sono stati un periodo di sollevazione armata in India contro il potere coloniale britannico, ed è ricordata nel Regno Unito come l"ammutinamento dei Sepoy" (Sepoy Mutiny).

### XX secolo
- La corazzata russa Potëmkin fu resa famosa dalla ribellione del suo equipaggio contro i troppo severi ufficiali nel giugno 1905 durante la Rivoluzione russa del 1905.
- La cosiddetta "rivolta della frusta" del 22 novembre 1910 vide ammutinarsi gli equipaggi delle più importanti unità della Marina militare brasiliana; gli uomini protestavano contro il razzismo perpetrato dal corpo ufficiali e il frequente ricorso a punizioni corporali anche per infrazioni minime.
- Il Curragh Incident del 20 luglio 1914 avvenne a Curragh, Irlanda, vide i soldati britannici protestare contro la promulgazione dell'Home Rule Act 1914.
- L'ammutinamento della brigata Catanzaro del 15 luglio 1917 fu il più grave episodio di ammutinamento verificatosi sul fronte italiano durante la prima guerra mondiale.
- L'ammutinamento di Cattaro del 1º febbraio 1918 interessò la flotta austro-ungarica ancorata nella base di Cattaro: i marinai che protestavano contro la guerra e le condizioni di vita si impossessarono di alcune unità ma furono poi obbligati ad arrendersi.
- L'ammutinamento di Kiel accadde in Germania il 3 novembre 1918, e interessò la Hochseeflotte della Kaiserliche Marine tedesca. L'ammutinamento contribuì alla fine della prima guerra mondiale, causando il collasso della Monarchia tedesca e l'instaurarsi della Repubblica di Weimar.
- L'ammutinamento del Mar Nero dell'aprile 1919 interessò le navi della flotta francese dislocate nel Mar Nero nell'ambito dell'intervento alleato nella rivoluzione russa: i marinai si ribellarono alle pessime condizioni di vita a bordo delle navi chiedendo un immediato rientro in patria.
- La rivolta di Kronštadt fu una sfortunata rivolta dei marinai sovietici, guidata da Stepan Maksimovič Petričenko, contro l'inizio del regime dell'Unione Sovietica nelle prime settimane di marzo del 1921. Fu l'ultima ribellione di una qualche importanza contro il dominio Bolscevico.
- L'insurrezione della Marina cilena si svolse tra il 31 agosto e il 7 settembre 1931: i marinai delle principali unità navali cilene si ammutinarono in massa a causa dei gravi tagli ai loro salari imposti dal governo, ormai alla bancarotta; l'intervento di reparti dell'esercito e dell'aviazione, rimasti leali al governo, fece fallire la rivolta.
- L'ammutinamento di Invergordon è stata un'azione sindacale di un centinaio di marinai della Flotta britannica dell'Atlantico, che ebbe luogo il 15-16 settembre 1931. Per due giorni le navi della Royal Navy a Invergordon furono in aperto ammutinamento, questo fu uno dei pochi scioperi militari nella storia britannica.
- L'ammutinamento delle Isole Cocos è stato un fallito ammutinamento dei soldati originari dello Sri Lanka al servizio dell'Impero britannico nelle Isole Cocos (Keeling) durante la seconda guerra mondiale.
- L'ammutinamento del porto di Chicago del 9 agosto 1944, tre settimane dopo il disastro del porto di Chicago, vide 258 su 320 marinai afroamericani di un battaglione di artiglieria rifiutarsi di caricare qualsiasi munizione.
- L'ammutinamento di Sonderborg avvenne il 5 maggio 1945: i marinai tedeschi del dragamine M612 s'impossessarono della propria nave; furono successivamente arrestati e 11 furono condannati a morte.[1]

### Dopo la seconda guerra mondiale
- L'ammutinamento della Royal Indian Navy comprende uno sciopero totale e il conseguente ammutinamento dei marinai indiani della Royal Indian Navy, sia imbarcati che addetti a terra negli stabilimenti del porto di Bombay (Mumbai) il 18 febbraio 1946.
- Lo SS Columbia Eagle incident accadde durante la guerra del Vietnam, quando i marinai di una nave mercantile americana si ammutinarono e dirottarono la nave in Cambogia.
- Il 23 novembre 1973 il cacciatorpediniere Velos della Marina militare greca si ammutinò durante un'esercitazione NATO nel mar Tirreno: l'azione, appoggiata dall'intero equipaggio, costituiva una forma di protesta di risonanza internazionale contro la "dittatura dei colonnelli" al potere in Grecia.
- L'ammutinamento dello Storozhevoy si svolse 9 novembre 1975: l'equipaggio della fregata Storozhevoy della Marina militare sovietica imprigionò i propri ufficiali e prese possesso della nave come forma di protesta contro il governo di Leonid Il'ič Brežnev; la nave fu poi abbordata dalle forze speciali sovietiche e l'ammutinamento fu soffocato.